# Esgrima nos Jogos Olímpicos de Verão de 1996
A esgrima nos Jogos Olímpicos de Verão de 1996 foi realizada em Atlanta, nos Estados Unidos, com dez eventos disputados. As disputas de espada individual e por equipe feminino foram introduzidas a partir dos Jogos de 1996.

## Eventos da esgrima
Masculino: Florete individual | Espada individual | Sabre individual | Florete por equipe | Espada por equipe | Sabre por equipe
Feminino: Florete individual | Espada individual | Florete por equipe | Espada por equipe

## Masculino

### Florete individual masculino
| Pos. | País         | Atletas            |
| ---- | ------------ | ------------------ |
|      | Itália (ITA) | Alessandro Puccini |
|      | França (FRA) | Lionel Plumenail   |
|      | França (FRA) | Franck Boidin      |

### Espada individual masculino
| Pos. | País          | Atletas            |
| ---- | ------------- | ------------------ |
|      | Rússia (RUS)  | Alexander Beketov  |
|      | Cuba (CUB)    | Ivan Trevejo Pérez |
|      | Hungria (HUN) | Géza Imre          |

### Sabre individual masculino
| Pos. | País         | Atletas              |
| ---- | ------------ | -------------------- |
|      | Rússia (RUS) | Stanislav Pozdniakov |
|      | Rússia (RUS) | Sergei Charikov      |
|      | França (FRA) | Damien Touya         |

### Florete por equipe masculino
| Ouro                                                           | Prata                                                                             | Bronze                                                            |
| RUS Rússia Dmitri Shevchenko Ilgar Mamedov Vladislav Pavlovich | POL Polônia Adam Krzesiński Piotr Kiełpikowski Ryszard Sobczak Jarosław Rodzewicz | CUB Cuba Elvis Gregory Gil Óscar García Pérez Rolando Tucker León |

### Espada por equipe masculino
| Ouro                                                     | Prata                                                           | Bronze                                                 |
| ITA Itália Sandro Cuomo Angelo Mazzoni Maurizio Randazzo | RUS Rússia Aleksandr Beketov Pavel Kolobkov Valeriy Zakharevich | FRA França Jean-Michel Henry Robert Leroux Éric Srecki |

### Sabre por equipe masculino
| Ouro                                                             | Prata                                                | Bronze                                                     |
| RUS Rússia Stanislav Pozdniakov Grigori Kirienko Sergei Charikov | HUN Hungria Bence Szabó Csaba Köves József Navarette | ITA Itália Luigi Tarantino Raffaello Caserta Tonhi Terenzi |

## Feminino

### Florete individual feminino
| Pos. | País          | Atletas           |
| ---- | ------------- | ----------------- |
|      | Romênia (ROM) | Laura Badea       |
|      | Itália (ITA)  | Valentina Vezzali |
|      | Itália (ITA)  | Giovanna Trillini |

### Espada individual feminino
| Pos. | País          | Atletas         |
| ---- | ------------- | --------------- |
|      | França (FRA)  | Laura Flessel   |
|      | França (FRA)  | Valérie Barlois |
|      | Hungria (HUN) | Gyöngyi Szalay  |

### Florete por equipe feminino
| Ouro                                                                | Prata                                             | Bronze                                                           |
| ITA Itália Francesca Bortolozzi Giovanna Trillini Valentina Vezzali | ROM Romênia Laura Badea Roxana Scarlat Réka Szabó | GER Alemanha Sabine Bau Anja Fichtel-Mauritz Monika Weber-Kosztó |

### Espada por equipe feminino
| Ouro                                                            | Prata                                                | Bronze                                                    |
| FRA França Valérie Barlois Laura Flessel Sophie Moressée-Pichot | ITA Itália Laura Chiesa Margherita Zalaffi Elisa Uga | RUS Rússia Maria Mazina Yuliya Garayeva Karina Aznavuryan |

## Quadro de medalhas da esgrima
| Ordem | País         | Medalha de ouro | Medalha de prata | Medalha de bronze | Total |
| ----- | ------------ | --------------- | ---------------- | ----------------- | ----- |
| 1     | RUS Rússia   | 4               | 2                | 1                 | 7     |
| 2     | ITA Itália   | 3               | 2                | 2                 | 7     |
| 3     | FRA França   | 2               | 2                | 3                 | 7     |
| 4     | ROM Romênia  | 1               | 1                | 0                 | 2     |
| 5     | HUN Hungria  | 0               | 1                | 2                 | 3     |
| 6     | CUB Cuba     | 0               | 1                | 1                 | 2     |
| 7     | POL Polônia  | 0               | 1                | 0                 | 1     |
| 8     | GER Alemanha | 0               | 0                | 1                 | 1     |